# 030 T Ouest 3501 à 3530
Les 030 T 3501 à 3530 étaient des locomotives à vapeur de l'ancienne Compagnie des chemins de fer de l'Ouest, apparentées aux 030 T Ouest 3001 à 3031.

## Genèse
On distingue en fait deux séries :

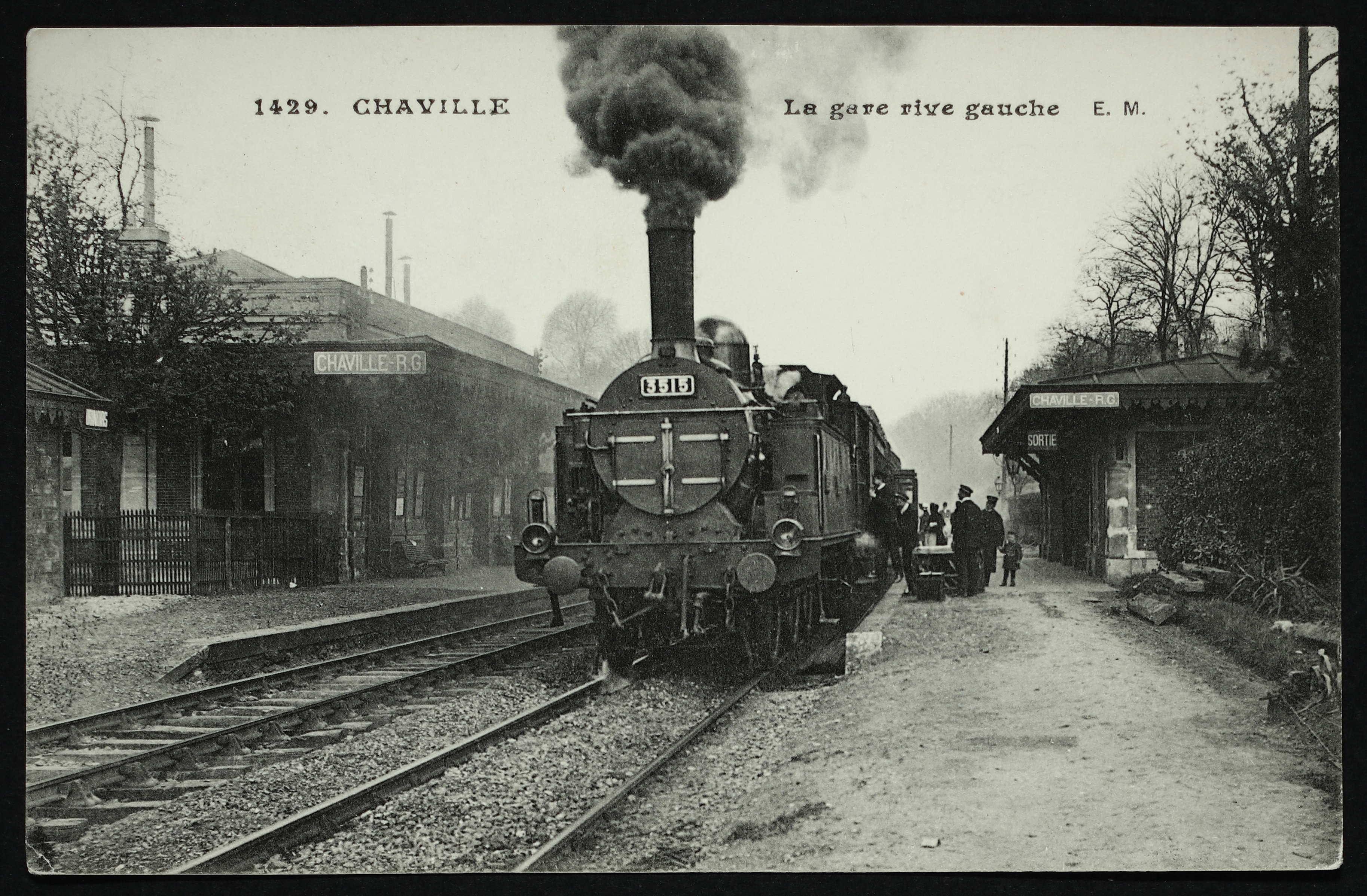
Locomotive n°3515 en gare de Chaville.

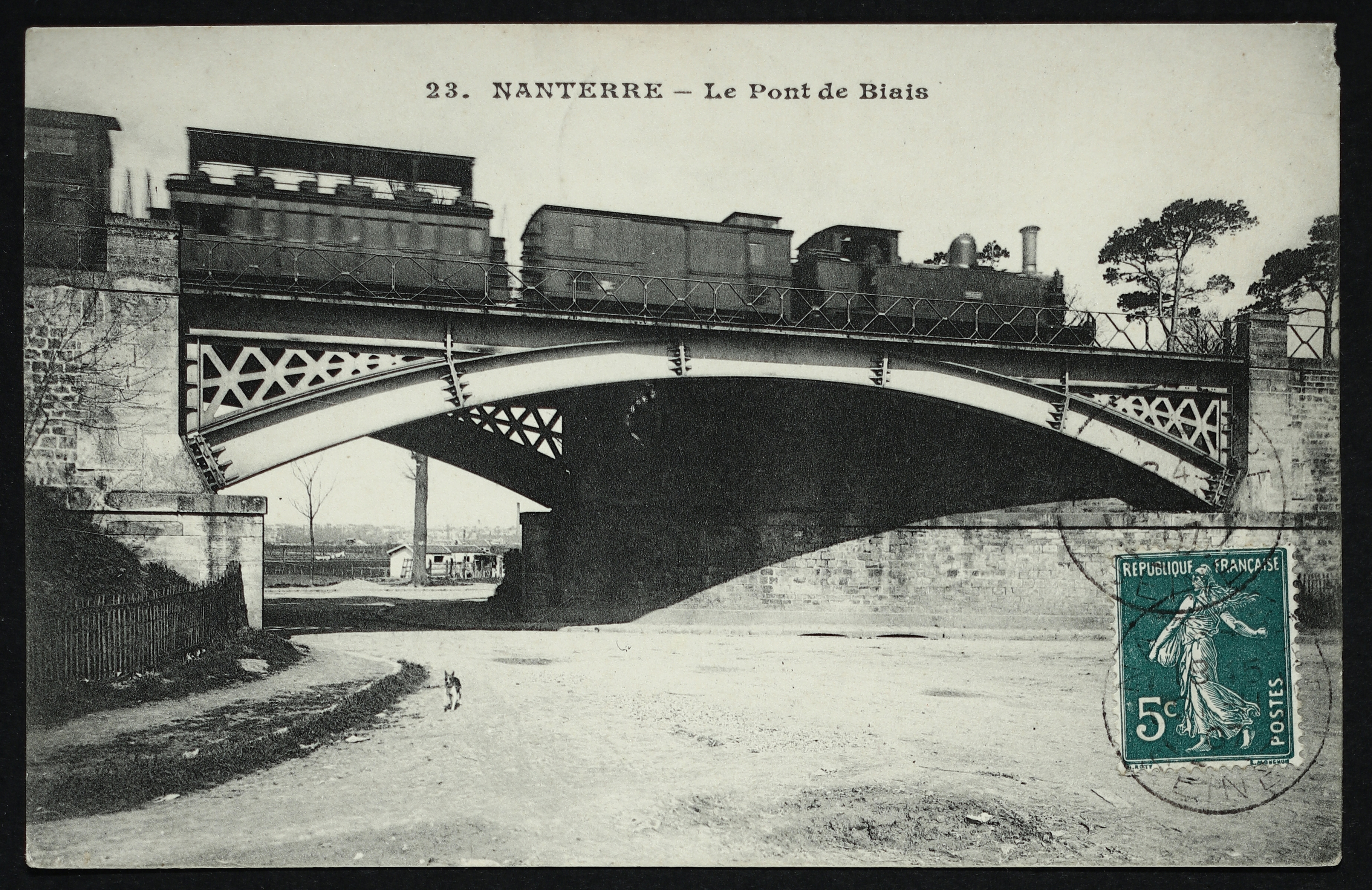
Une locomotive de la série tractant un train à Nanterre.

- les 3501 à 3505 de 1885 construites par la société : Cail
- les 3506 à 3510 de 1885 construites par les ateliers de Sotteville
- les 3511 à 3525 de 1888 construites par la SACM
- les 3526 à 3530 de 1888 construites par la sociétés de Fives-Lille

Cette deuxième série se distingue par une vraie cabine, moins légère que sur les modèles précédents.

## Utilisation et service
À la suite du rachat par l'Administration des chemins de fer de l'État, en 1909, les locomotives de la première série sont immatriculées 30-193 à 30-202 et celles de la deuxième série sont immatriculées 30-173 à 30-192.
En 1938, seules les locomotives de la deuxième série sont reprises par la SNCF sous la dénomination 3-030 TB 174 à 190.
Elles étaient affectées à la traction de trains de banlieue puis finissent leur carrière en 1952 comme machines de manœuvres.